# ريبيكا مادير
ريبيكا مادير (بالإنجليزية: Rebecca Mader)‏ هي عارضة وممثلة بريطانية، ولدت في 24 أبريل 1977 بكامبريدج في المملكة المتحدة.

## أعمال

### أفلام
- (2005) هيتش[6]
- (2006) الشيطان يرتدي برادا[7]
- (2009) الرجال الذين يحدقون في الماعز[8][9]
- (2013) آيرون مان 3[10][11][12]

### مسلسلات
- الضياع
- كان ياما كان
- هاواي فايف أو

## وصلات خارجية
- ريبيكا مادير على موقع IMDb (الإنجليزية)
- ريبيكا مادير على موقع ألو سيني (الفرنسية)
- ريبيكا مادير على موقع ميوزك برينز (الإنجليزية)
- ريبيكا مادير على موقع تيرنر كلاسيك موفيز (الإنجليزية)
- ريبيكا مادير على موقع أول موفي (الإنجليزية)
- ريبيكا مادير على موقع قاعدة بيانات الأفلام السويدية (السويدية)
- ريبيكا مادير على موقع قاعدة بيانات الفيلم (الإنجليزية)
- ريبيكا مادير على موقع كينوبويسك (الروسية)